# 何思澄
何思澄（480年代—530年代），字元靜，東海郯縣人，南北朝南梁官員與文學家。
何思澄的父親何敬叔是南齊征東錄事參軍、餘杭縣令，何思澄自小勤學，擅長文辭，從南康王蕭績的侍郎起家，遷任安成王蕭秀的左常侍，兼任太學博士，又擔任平南安成王的行參軍，兼記室。到江州，何思澄寫下《遊廬山詩》，沈約看到後大加讚賞，自以為及不上他；沈約的郊外住所新建齋閣，命人寫下這首詩在牆壁上。傅昭經常請他制作《釋奠詩》，文辭十分華麗，除授廷尉正。天監十五年（516年），朝廷下令太子詹事徐勉舉薦學士入華林殿撰寫《遍略》，徐勉推舉他和顧協、劉杳、王子雲、鍾嶼應選，八年後書成，合共七百卷。他注重交結，分書和賓客朋友校定，終日拜訪他人，來訪作名一束，天亮時就出發，朝賢不無親密相處。他遷任治書侍御史，劉宋、南齊以來此職務較輕，天監初年開始重視選拔，依尚書二丞給與三位養馬人，掌管盛印青囊，等於以前糾彈官印綬。後來他遷任秣陵縣令，兼東宮通事舍人，除授安西將軍湘東王蕭繹的錄事參軍，仍然兼任舍人如故。當時徐勉、周捨在朝廷有才學，都有興趣向何思澄學習，經常每天招致。昭明太子去世，何思澄外任黟縣縣令。遷除宣惠將軍武陵王蕭紀的中錄事參軍，在任內去世，虛歲五十四。有文集十五卷。
當初何思澄與族人何遜及何子朗都音擅長寫文章聞名，人們說：「東海三何，子朗最多。」他聽說了，說：「這說話錯了，如果不對，應該是何遜最多。」他的意思是當然是自己最多。

## 引用
1. 1 2  《梁書·卷五十·列傳第四十四》：何思澄字元靜，東海郯人。父敬叔，齊征東錄事參軍、餘杭令。思澄少勤學，工文辭。起家爲南康王侍郎，累遷安成王左常侍，兼太學博士，平南安成王行參軍，兼記室。隨府江州，爲《遊廬山詩》，沈約見之，大相稱賞，自以爲弗逮。約郊居宅新構閣齋，因命工書人題此詩於壁。傅昭常請思澄制《釋奠詩》，辭文典麗。除廷尉正。
2. 1 2  《南史·卷七十二·列傳第六十二》：何思澄字元靜，東海郯人也。父敬叔，齊長城令，有能名。在縣清廉，不受禮遺，夏節至，忽牓門受餉，數日中得米二千餘斛，他物稱是，悉以代貧人輸租。思澄少勤學工文，為遊廬山詩，沈約見之，大相稱賞，自以為弗逮。約郊居宅新構閣齋，因命工書人題此詩於壁。傅昭嘗請思澄制釋奠詩，辭文典麗。
3. ↑  《梁書·卷五十·列傳第四十四》：天監十五年，敕太子詹事徐勉舉學士入華林撰《遍略》，勉舉思澄等五人以應選。遷治書侍御史。宋、齊以來，此職稍輕，天監初始重其選。車前依尚書二丞給三騶，執盛印青囊，舊事糾彈官印綬在前故也。久之，遷秣陵令，入兼東宮通事舍人。除安西湘東王錄事參軍，兼舍人如故。時徐勉、周捨以才具當朝，並好思澄學，常遞日招致之。昭明太子薨，出爲黟縣令。遷除宣惠武陵王中錄事參軍，卒官，時年五十四。文集十五卷。
4. ↑  《南史·卷七十二·列傳第六十二》：天監十五年，敕太子詹事徐勉舉學士入華林撰遍略，勉舉思澄、顧協、劉杳、王子雲、鍾嶼等五人以應選。八年乃書成，合七百卷。思澄重交結，分書與諸賓朋校定，而終日造謁。每宿昔作名一束，曉便命駕，朝賢無不悉狎，狎處即命食。有人方之樓護，欣然當之。投晚還家，所齎名必盡。自廷尉正遷書侍御史。宋、齊以來，此職甚輕，天監初始重其選。車前依尚書二丞給三騶，執盛印青囊，舊事糾彈官印綬在前故也。後除安西湘東王錄事參軍，兼東宮通事舍人。時徐勉、周舍以才具當朝，並好思澄學，常遞日招致之。後卒于宣惠武陵王中錄事參軍。文集十五卷。
5. ↑  《梁書·卷五十·列傳第四十四》：初，思澄與宗人遜及子朗俱擅文名，時人語曰：「東海三何，子朗最多。」思澄聞之，曰：「此言誤耳。如其不然，故當歸遜。」思澄意謂宜在己也。
6. ↑  《南史·卷七十二·列傳第六十二》：初，思澄與宗人遜及子朗俱擅文名，時人語曰：「東海三何，子朗最多。」思澄聞之曰：「此言誤耳。如其不然，故當歸遜。」思澄意謂宜在己也。

## 延伸阅读
[在维基数据编辑]
 在维基文库阅读此作者作品
 《梁書·卷50》，出自姚思廉《梁書》